# Collinsklasse-onderzeeboten
De onderzeeboten van de Collinsklasse zijn dieselelektrische onderzeeboten van de Australische marine. Met hun lengte van 77,42 meter zijn het de grootste dieselelektrische onderzeeboten ter wereld.

## Schepen in klasse
| Naam            | Kiellegging      | Tewaterlating    | In dienst        | Uit dienst |
| --------------- | ---------------- | ---------------- | ---------------- | ---------- |
| HMAS Colins     | 14 februari 1990 | 28 augustus 1993 | 27 juli 1996     | -          |
| HMAS Farncomb   | 1 maart 1991     | 15 december 1995 | 31 januari 1998  | -          |
| HMAS Waller     | 19 maart 1992    | 14 maart 1997    | 10 juli 1999     | -          |
| HMAS Dechaineux | 4 maart 1993     | 12 maart 1998    | 23 februari 2001 | -          |
| HMAS Sheean     | 17 februari 1994 | 1 mei 1999       | 23 februari 2001 | -          |
| HMAS Rankin     | 12 mei 1995      | 26 november 2001 | 29 maart 2003    | -          |

## Aanloop
Australië heeft een enorm territoriaal zeegebied, bestaande uit 8,2 miljoen vierkante kilometer. Australische onderzeeboten hebben doorgaans de taak om deze gebieden te patrouilleren en in nabije wateren te kunnen opereren. Met de opkomst van marines in Azië en de toename van onderzeeboten, zijn deze boten belangrijker geworden voor de Australische defensiestrategie. Toen de Oberonklasse onderzeeboten aan hun tijd toe waren, was er dus snel vervanging nodig. 
Naast de grootte van het te beschermen zeegebied, is het zeegebied ook nog erg gevarieerd. Ten zuiden van Australië ligt het koude Antarctica en ten noorden onder meer de tropische Indonesische eilanden. Hierbij moest bij het ontwerpen rekening gehouden worden.
In 1978 ging de Australische marine aan de slag met de vervanging van de Oberonklasse en in 1983 kreeg het zeven verschillende ontwerpen toegestuurd. Hieronder was ook de Nederlandse firma Rotterdamse Droogdok Maatschappij, die het ontwerp van de Walrusklasse onderzeeboten aanbood. Uiteindelijk besloten de Australiërs door te gaan met het Zweedse Kockums, ondanks protesten en verontwaardiging van Duitse scheepsbouwers Howaldtswerke-Deutsche Werft en Nordseewerke, die toen marktleider waren in de niet-nucleaire onderzeebootindustrie.
Een klein deel van de eerste onderzeeboot (HMAS Collins) werd in Zweden gebouwd, de rest in Australië. De bouw begin in februari 1990 en de Collins werd in 1996 in dienst gesteld bij de Australische marine. Dat was anderhalf jaar later dan gepland. Deze vertraging was bij andere boten echter nog erger; de laatste onderzeeboot (HMAS Rankin) werd bijna 3,5 jaar te laat opgeleverd.

## Ontwerp

### Aandrijving
De schepen beschikken over drie stuks Garden Island-Hedemora HV V18b/15Ub (VB210), die een V18 dieselmotor aandrijven. Om vrijwel geruisloos te varen gebruiken de schepen de elektrische voortstuwing Jeumont Schneider DC. Dit alles geeft de schepen een machinevermogen van 5.400 kilowatt, waarmee aan de oppervlakte een snelheid van 10 knopen kan worden behaald en onder water een snelheid van 20 knopen.

### Bewapening en sensors
De primaire bewapening van de onderzeeboten zijn de Mark 48 Mod 7 CBASS-torpedo's en de UGM-84C Sub-Harpoon Sea to Sea Missiles. De Harpoonraketten kunnen onder water worden gelanceerd en zijn voornamelijk bedoeld tegen vijandelijke oppervlakteschepen. Verder kunnen de onderzeeboten ook als mijnenlegger fungeren, de schepen leggen Stonefish Mark III-zeemijnen.
De sonars van de schepen zijn ontworpen en geleverd door Thales Group, een Nederlandse radarspecialist. Behalve een boeg- en een flanksonar, beschikken de schepen ook over een gesleepte sonar van circa 1 kilometer lang, wat opvallend is bij onderzeeboten. De schepen hebben twee periscopen, de CK043=navigatieperiscoop en een CH093-aanvalsperiscoop.

## Inzet
Omdat onderzeeboten in het geheim opereren, is de inzet ervan moeilijk te bepalen. Wel is bekend dat HMAS Waller in 1999 rond Oost-Timor wegens spanningen ingezet is om Indonesische marineschepen af te schrikken. Daarnaast zou de onderzeeboot tijdens een geheime operatie duikers hebben afgezet voor de vredesmacht arriveerde in Oost-Timor. Ook hebben de onderzeeboten geparticipeerd bij een aantal oefeningen. Hier bleek dat de onderzeeboten makkelijk waren te vinden, maar desondanks erg dodelijk waren.

## Galerij

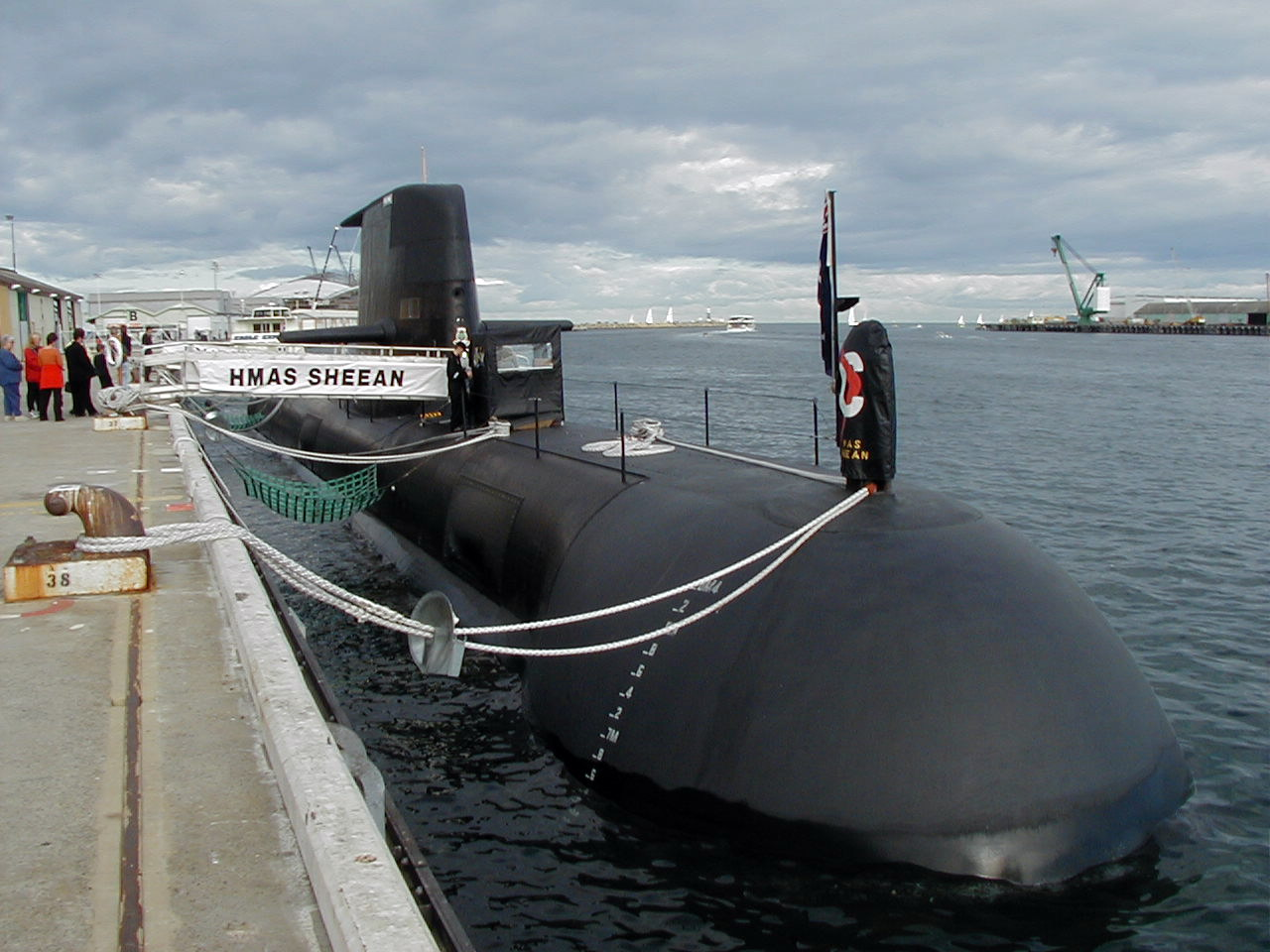
HMAS Sheean in Fremantle
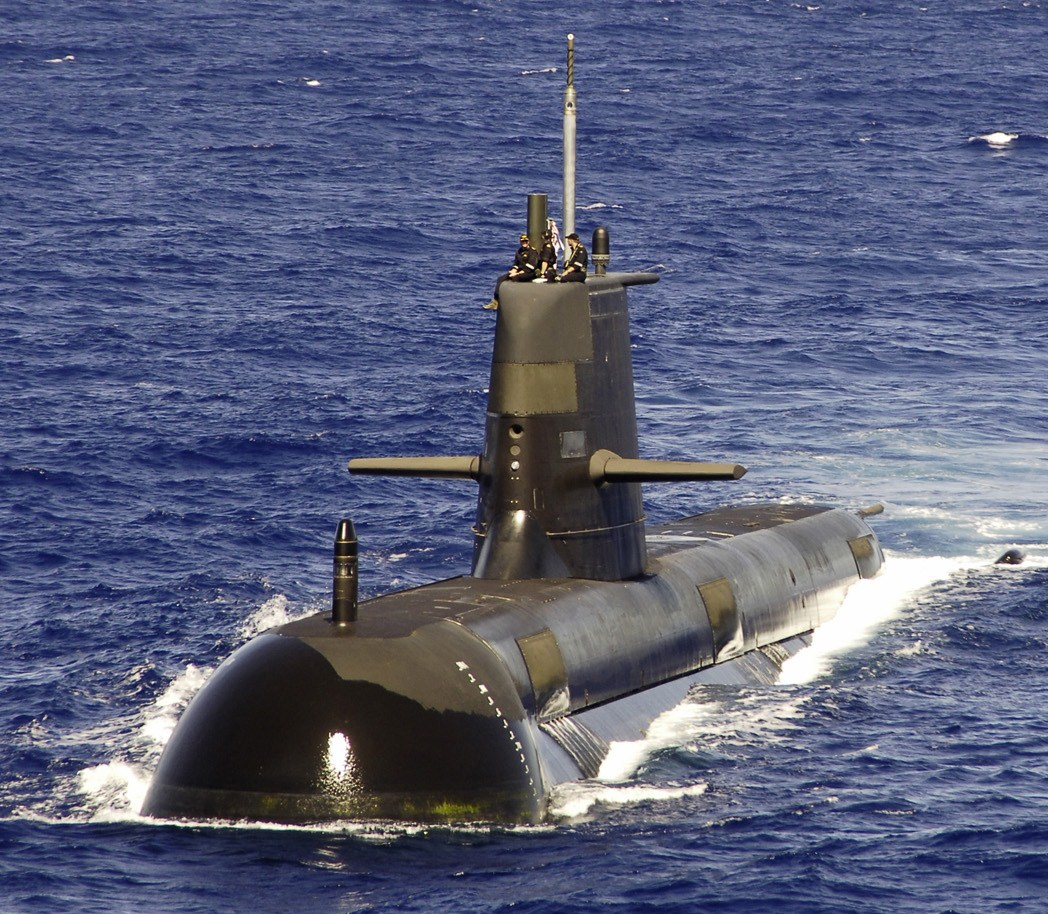
HMAS Rankin in 2007
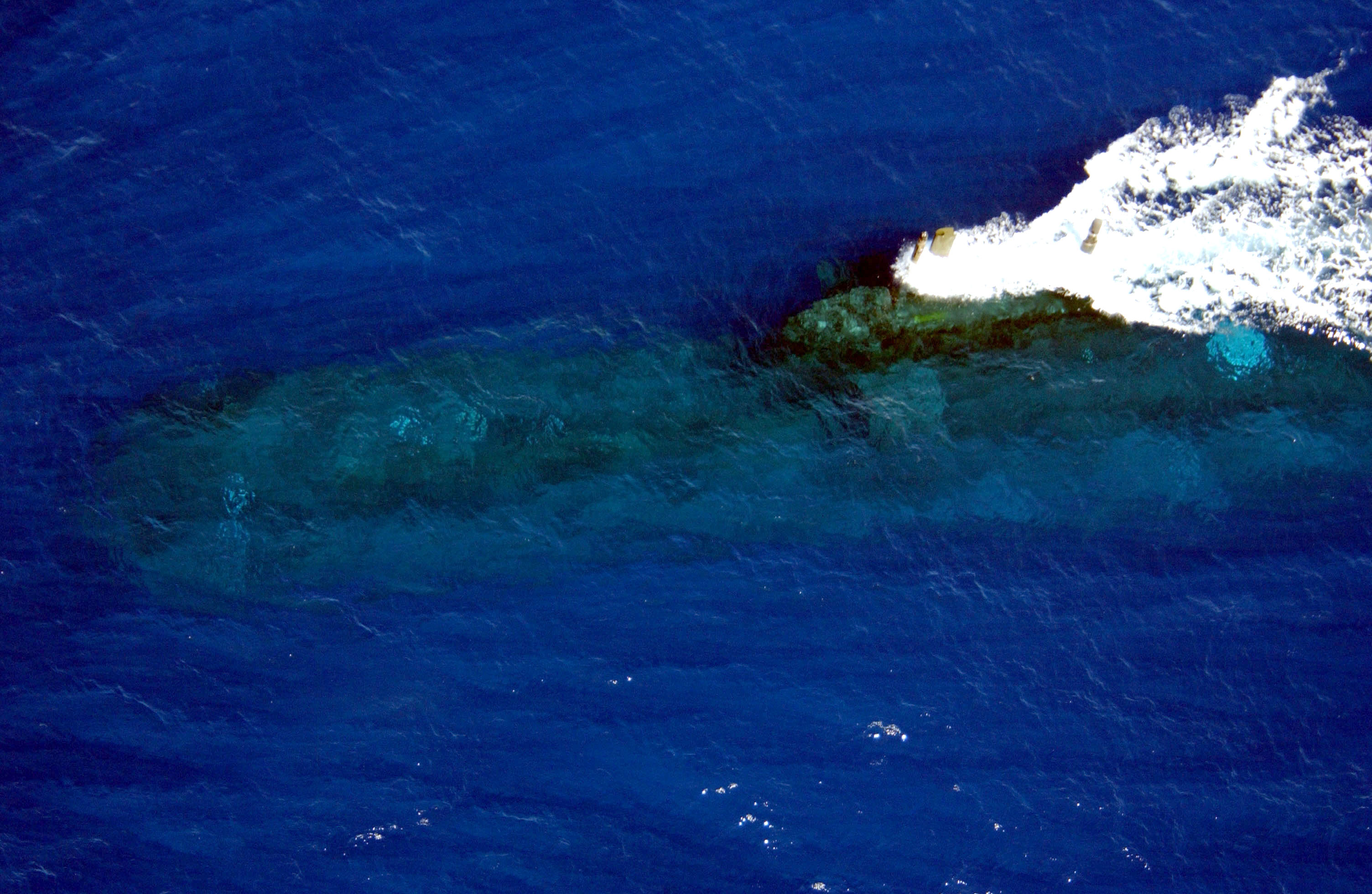
HMAS Rankin varende op periscoopdiepte
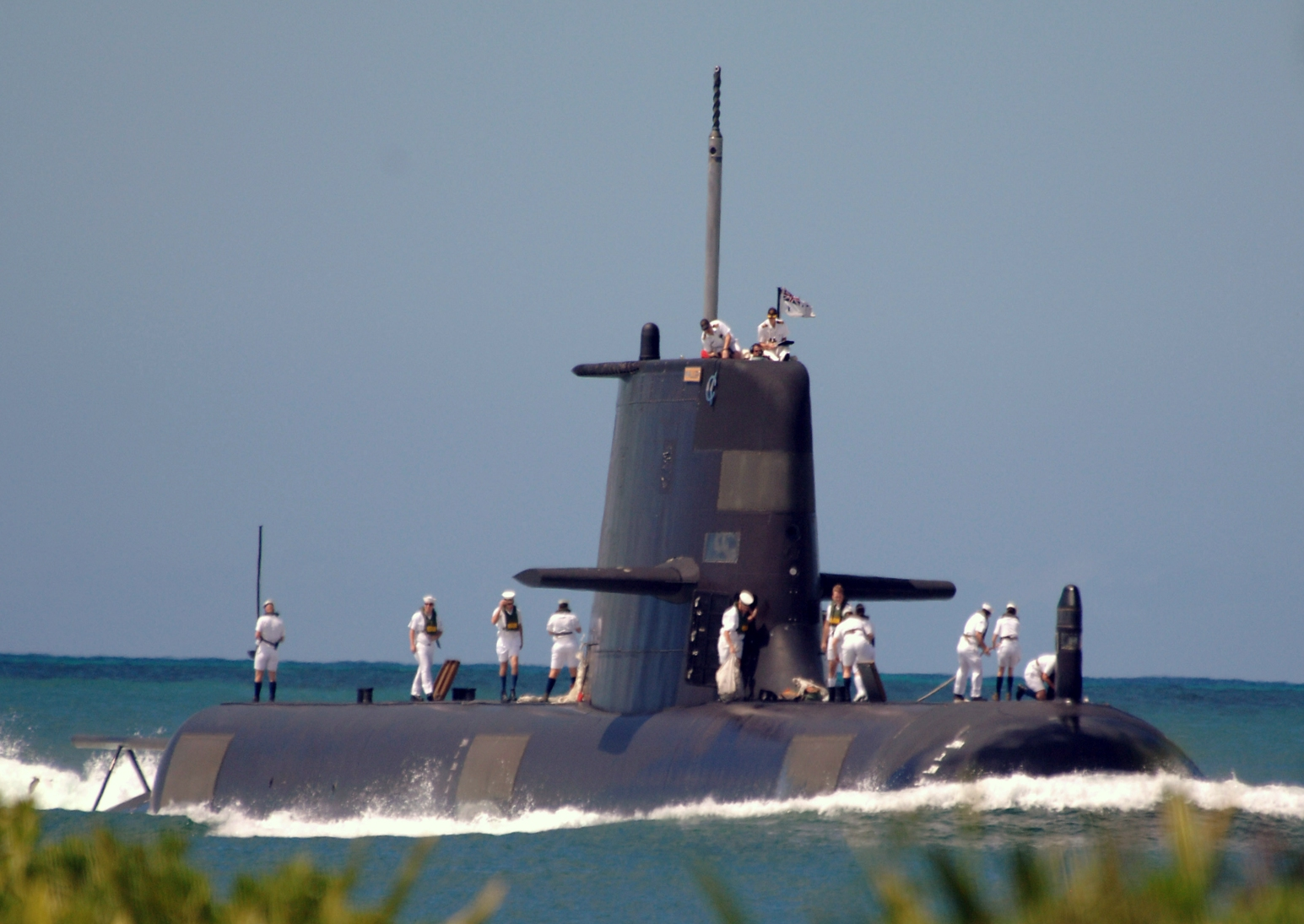
HMAS Waller in 2008